# Palacio de Vayres y jardines
El palacio de Vayres (en francés: Château de Vayres) es un château francés de origen medieval situado a orillas del río Dordoña, que domina, a unos 25 km del centro de Burdeos, en la comuna de Vayres, departamento de Gironda en la región de Nueva Aquitania. El palacio ha experimentado una serie de destrucciones y reconstrucciones con tres etapas principales: en el siglo XIV, presencia de una fortaleza rodeada de zanjas y dotada de defensas; reconstrucción en el siglo XVI que le dio un aspecto más residencial (fachadas con decoraciones rebuscadas, acondicionamiento de interiores) y últimos grandes acondicionamientos en el siglo XVII (fachada monumental, gran escalera). Su historia está vinculada a la de la ciudad de Burdeos que contribuyó a proteger durante mucho tiempo. Perteneció a la familia de Albret y fue heredado por Enrique IV, que lo vendió a una ilustre familia de Burdeos, los Gourgue. El palacio fue clasificado en el título de los monumentos históricos en 2001 y 2003.
Los jardines del palacio de Vayres (en francés: Jardins du Château de Vayre) son un parque-jardín botánico de 20 hectáreas de extensión alrededor del palacio, de propiedad privada. Está abierto al público todos los días en los meses cálidos del año.

## Historia

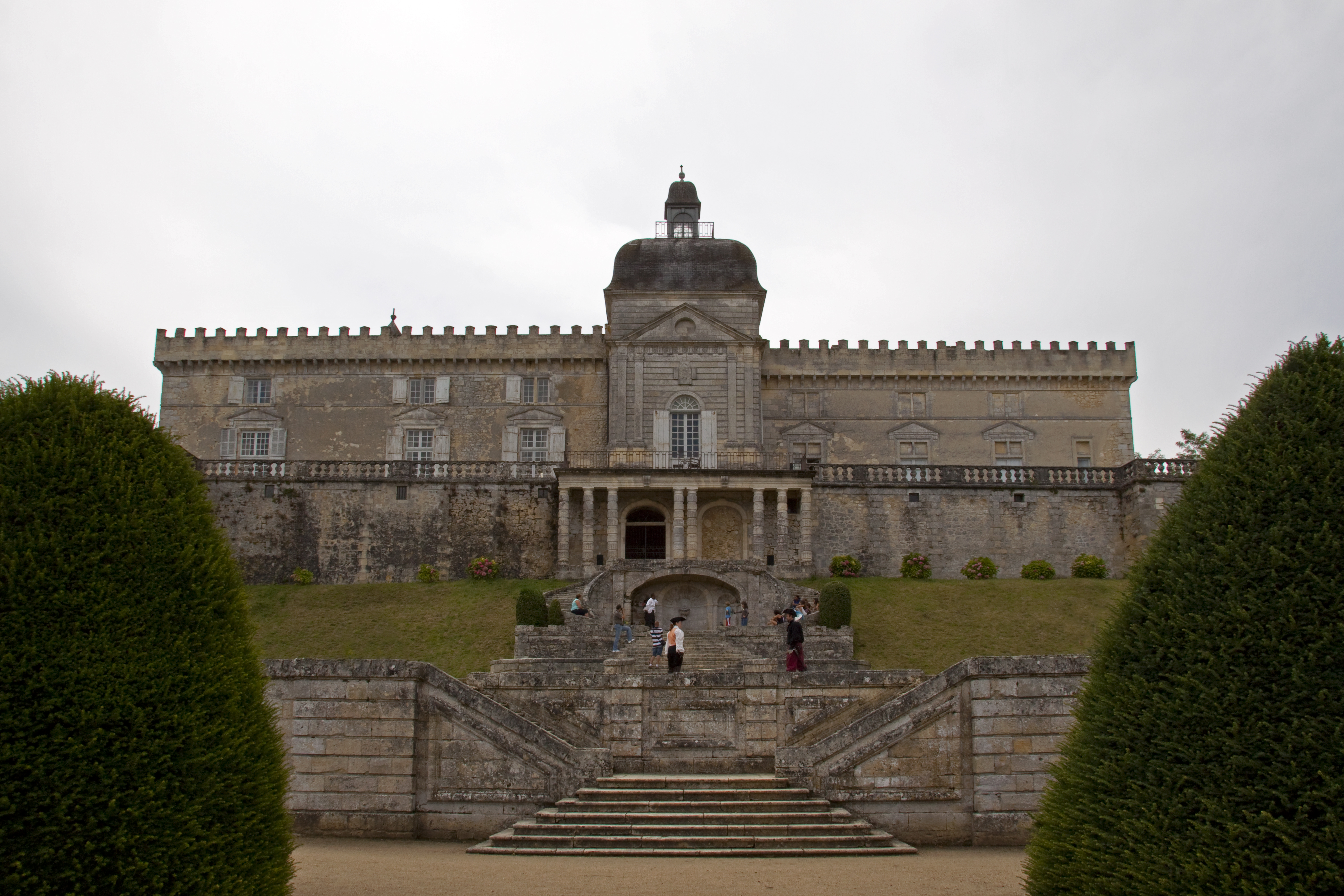
Escalinata del "Château de Vayres".

El castillo de Vayres se encuentra en un punto que domina el río Dordoña. En las excavaciones realizadas, se encontraron hornos de cerámica, lo que indica que el sitio tenía una gran población en época galo-romana, y que había un fuerte de madera en el sitio, y más tarde un oppidum galo-romano, o fortaleza.
El castillo fue construido en el siglo XI para proteger la ciudad de Burdeos. Estaba hecho de piedra y rodeado por una empalizada de madera, como lo demuestra en un manuscrito fechado en 1092. Nada queda de la estructura original.
En 1288 el castillo y las tierras fueron dadas como dote a Amanieu VII d'Albret, que se convirtió en el señor des Vayres. Reacondicionó el castillo con una nueva torre, "Tour du Moulin". El castillo permaneció en su familia durante trescientos años, hasta la época del rey Enrique IV.
A partir de 1326, Bérard d'Albret se puso del lado de Inglaterra en la lucha por el control de la región. Recibió el apoyo financiero del rey Edward II de Inglaterra, y se transformó al castillo en una gran fortaleza. A partir de ese período, la torre del homenaje, la entrada y los fosos, actualmente secos, aún permanecen.
El castillo fue gravemente dañado durante la Guerra de los Cien Años. Durante el siglo XIV, sus sucesivos propietarios cambiaron de ida y vuelta entre los bandos francés e inglés. El castillo fue capturado en represalia y dado a diferentes nobles, incluyendo a Gastón de Foix, y a la otra rama de la familia de Albret. En 1499 se le dio por matrimonio a Cesar Borgia, cuya hija, luego de restaurado, a Henri d'Albret, el rey de Navarra y el abuelo del futuro rey de Francia, Enrique IV, en 1535.
Enrique IV heredó el edificio a través de su madre, Jeanne d'Albret. Se quedó en el castillo varias veces, y luego en 1583 lo vendió, en gran parte en ruinas, a Ogier de Gourgue. Ogier de Gourgue estaba a cargo de la tesorería de Guyenne, y encargó a un conocido arquitecto, Louis de Foix, para reconstruir el castillo en el nuevo estilo renacentista francés, con una fachada elegante, de estilo manierista de finales del Renacimiento, frente a la Corte de Honor.
En el siglo XVII el castillo de Vayres fue el escenario de batallas entre la familia Gourgue y otros nobles de la región contra el poder del cardenal Mazarino y el joven rey Luis XIV. El castillo fue gravemente dañado durante estas batallas. 
En 1700 Jacques-Joseph de Gourgue, obispo de Bazas, emprendió la restauración del castillo al estilo del siglo XVIII. Se armonizaron las estructuras y creó una escalera monumental en el sitio de los antiguos fosos. En el comienzo del siglo XVII se reemplazó el puente levadizo y la barbacana con el actual puente y pórtico en el estilo de Vauban, por el cual uno hoy entra en el castillo. El castillo no se ha restaurado desde entonces.
La familia Gourgue fueron los propietarios del castillo hasta 1900. 
En 2001, el castillo fue clasificado como monumento histórico de Francia. El castillo en sí todavía está ocupado, y ha experimentado una considerable restauración interior.

## Jardines
Los jardines del castillo «à la Française», se crearon en el siglo XVII.
Los jardines franceses son una datación de reconstrucción a partir de 1938 por el famoso arquitecto paisajista Louis-Ferdinand Duprat. Parte de los jardines actuales son también « à l'Anglaise » y zona de bosque.
Una escalera monumental conduce desde el castillo a través del antiguo foso de los jardines a la francesa por el río, donde hay parterres bordeados con setos de tejo y boj junto a árboles recortados en forma de cono. 
También hay un jardín de flores de inspiración medieval, y un parque de estilo inglés, con cedros, robles, tilos, carpes y hayas cobre.

## El château en tarjetas postales

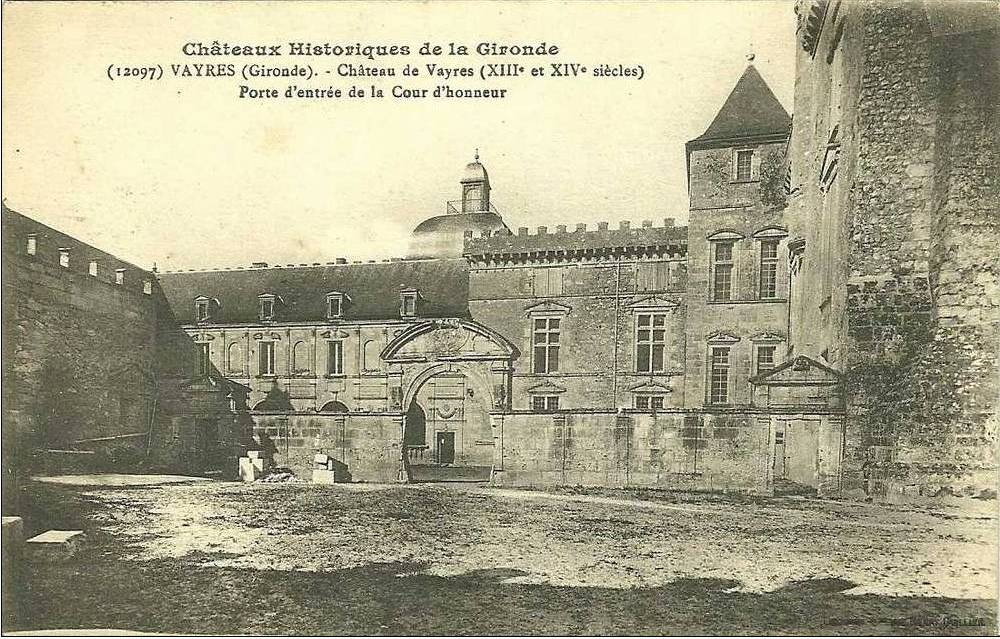
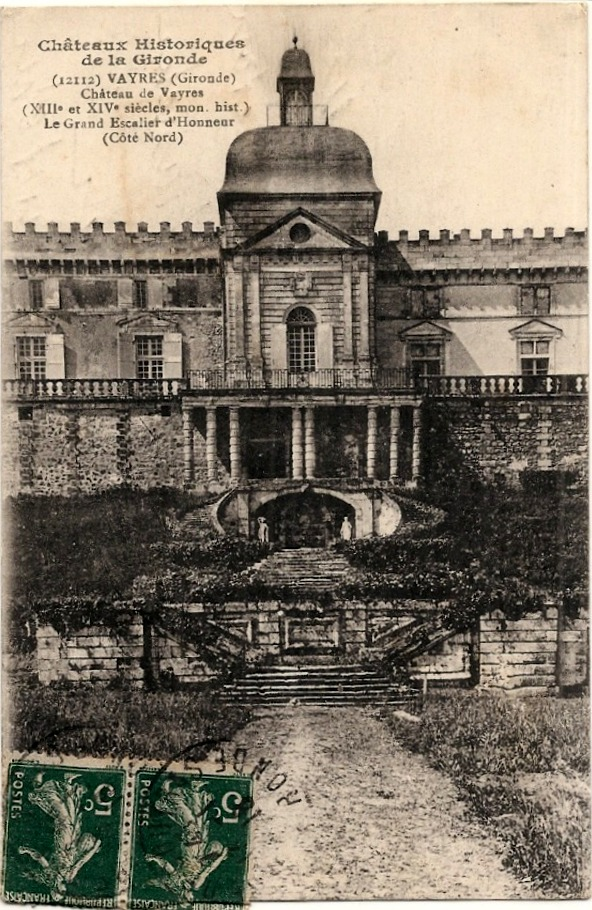
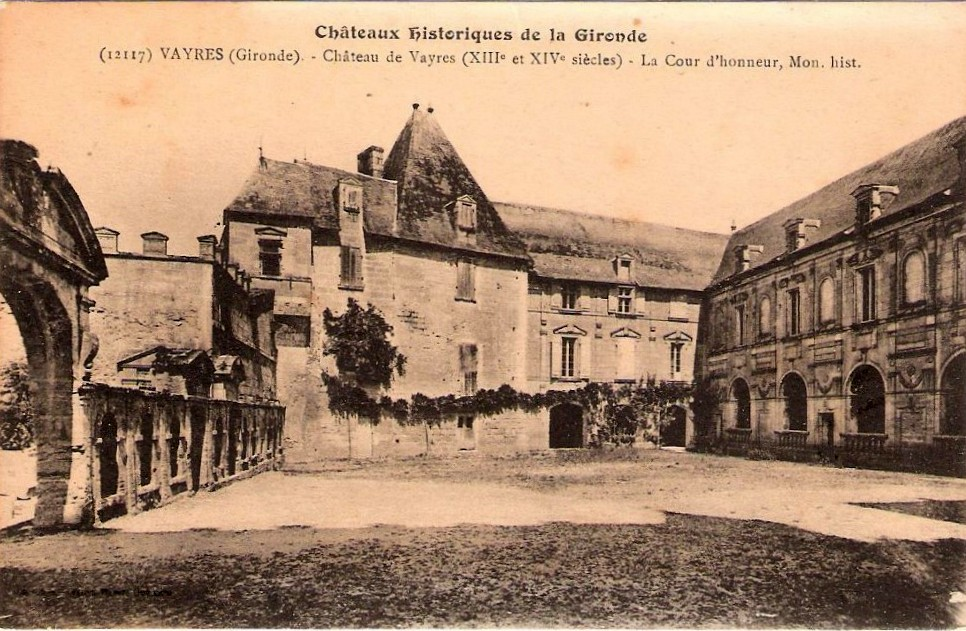